# Portsmouth (Rhode Island)
Portsmouth é uma vila localizada no estado americano de Rhode Island, no condado de Newport. Foi fundada em 1638 e incorporada em 1640.

## Geografia
De acordo com o United States Census Bureau, a vila tem uma área de 153,7 km², onde 59,5 km² estão cobertos por terra e 94,1 km² por água.

## Demografia
Segundo o censo nacional de 2010, a sua população é de 17 389 habitantes e sua densidade populacional é de 292,16 hab/km². Possui 8 294 residências, que resulta em uma densidade de 139,35 residências/km².